# Łanięta (województwo łódzkie)
Łanięta – wieś w Polsce położona w województwie łódzkim, w powiecie kutnowskim, w gminie Łanięta.
Miejscowość jest siedzibą gminy Łanięta.
W latach 1954–1972 wieś należała i była siedzibą władz gromady Łanięta. W latach 1975–1998 miejscowość administracyjnie należała do województwa płockiego.
Przez wieś przebiega droga wojewódzka nr 581 Gostynin – Krośniewice.

## Geografia
Łanięta są sołectwem gminy Łanięta – najbardziej wysuniętej na północ gminy województwa łódzkiego.
Zgodnie z podziałem fizycznogeograficznym Polski J. Kondrackiego i A. Richlinga zmodyfikowanym w 2018 roku Łanięta położone są w północno-wschodniej części Wysoczyzny Kłodawskiej – jednym z mezoregionów Niziny Południowowielkopolskiej.

## Historia

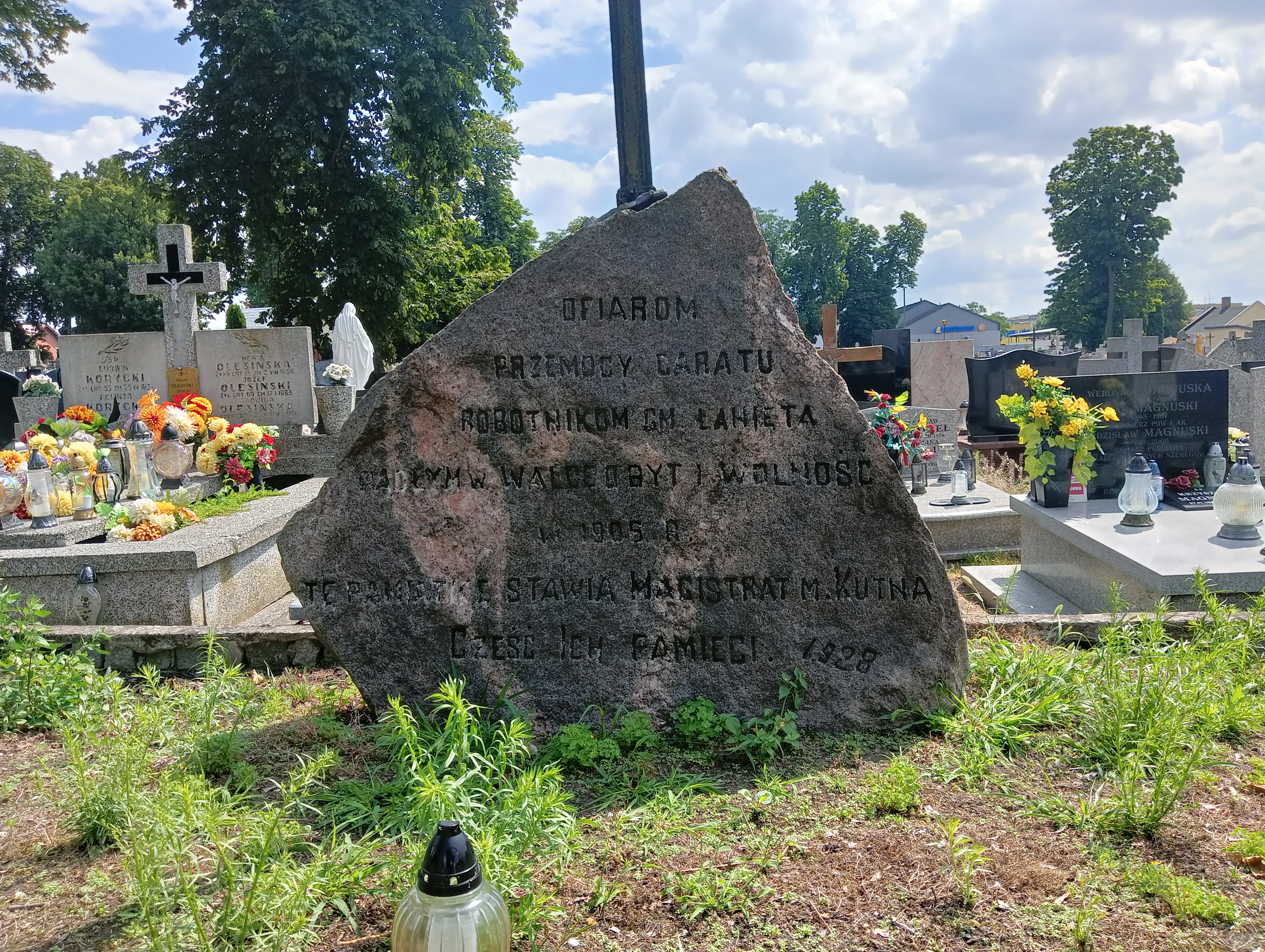
Pomnik poległych robotników z Łaniąt w trakcie rewolucji 1905 roku na cmentarzu parafialnym w Kutnie

Łanięta stanowiły część ziemi gostynińskiej, która po bezpotomnej śmierci księcia mazowieckiego Władysława II w 1462 roku została przyłączona do Korony i wchodziła w skład województwa rawskiego do II rozbioru polski w 1793 r. 
Prawdopodobnie już w 1416 roku w miejscowości istniał niewielki, drewniany kościółek będący filią parafii w Białotarsku. W 1469 roku wyodrębniono nową parafię z siedzibą w Łaniętach. Nowy drewniany kościół rzymskokatolickiej parafii Wniebowzięcia Najświętszej Maryi Panny powstał tego samego roku sumptem ówczesnego właściciela Łaniąt Mikołaja z Kutna i jego żony Barbary. Trzeci, murowany kościół, powstał w 1643 roku, a rozbudowany został w 1866 roku sumptem dziedzica Łaniąt Rudolfa Skarżyńskiego. 
W marcu 1905 roku, w trakcie rewolucji lat 1905–1907, doszło w Łaniętach do masakry robotników folwarcznych. Żołnierze 192 wawerskiego pułku piechoty pod dowództwem kapitana Griba otworzyli ogień do bezbronnego tłumu strajkujących, zabijając dwanaście i raniąc piętnaście osób. W 1950 odsłonięto we wsi pomnik upamiętniający strajk robotników rolnych. Pomnik-kamień ku czci pomordowanych robotników folwarcznych znajduje się także na cmentarzu parafialnym w Kutnie.

## Osoby związane z miejscowością
- prof. Bogdan Michalski, nauczyciel akademicki Uniwersytetu Warszawskiego, znawca prawa prasowego[12].

## Zabytki

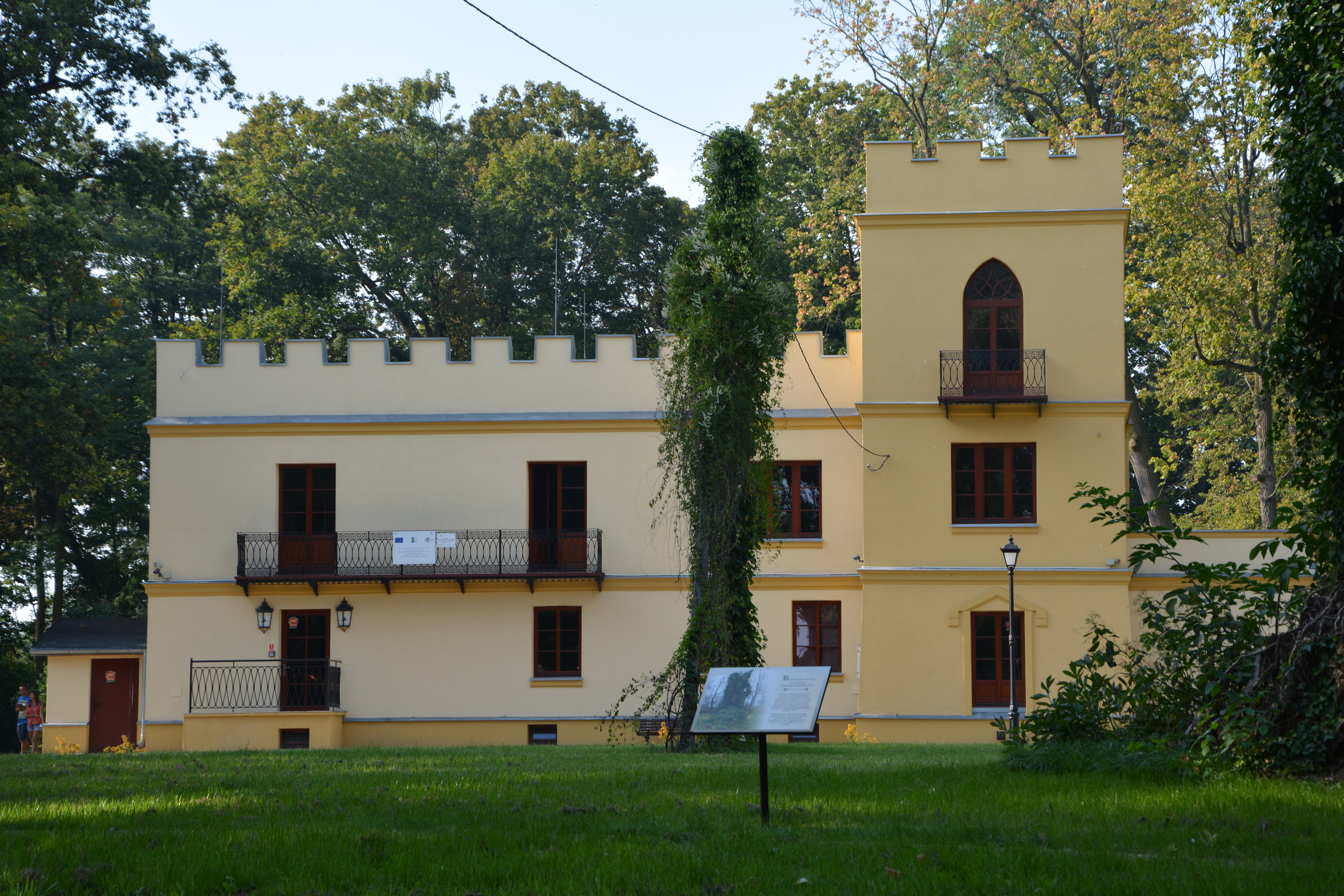
Zameczek w parku dworskim

Według rejestru zabytków Narodowego Instytutu Dziedzictwa na listę zabytków wpisane są obiekty:
- kościół parafialny pw. Wniebowzięcia NMP, 1643, 1866-68, nr rej.: 456 z 16.09.1978
- dzwonnica, nr rej.: j.w.
- cmentarz kościelny
- zespół dworski, 1 poł. XIX:
  - Dwór neogotycki, nr rej.: 414 z 11.07.1967
  - Zameczek romantyczny (oficyna). Pierwotnie dwór murowany z XVI lub początku XVII wieku, którego pozostałości znajdują się w murach obecnej budowli[14]. W 1 połowie XIX wieku  wzmiankowany jako lamus, przebudowany w stylu neogotyckim w 2 połowie XIX wieku i rozbudowany o wieżę z krenelażem[15]. W piwnicach sklepienia kolebkowe, także część parteru posiada sklepienia kolebkowe. Nr rej.: 413 z 11.07.1967.
  - park, nr rej.: 519 z 12.01.1980